# Blanca Catalán de Ocón
Pour les articles homonymes, voir Catalan (homonymie) et Ocon (homonymie).
Blanca Catalán de Ocón y Gayolá, née à Calatayud le 22 août 1860 et morte à Vitoria-Gasteiz le 17 mars 1904, est une botaniste espagnole.

## Biographie
Sa famille vient de la ville de Monreal del Campo, dans la province de Teruel. Sa mère, Loreto de Gayolá, éduquée en Suisse, apprend à ses filles Blanca et Clotilde l'intérêt de la botanique et l'amour de la nature. La jeune Blanca fera tout naturellement des herbiers.
Adulte, elle intègre le milieu de la botanique espagnole et poursuit sa carrière avec le botaniste aragonais Francisco Loscos Bernal et le valencien Carlos Pau. Elle est considérée comme étant la première botaniste espagnole.
Elle meurt prématurément en 1904, au Pays basque.
Sa sœur, Clotilde Catalán de Ocón (1863-1946), également scientifique, est une entomologiste réputée.
En 2019, l'écrivaine Claudia Casanova publie le roman Historia de una flor, basé sur la vie de Blanca Catalán de Ocón.